# 조운해
조운해(趙雲海, 1925년 8월 5일 ~ 2019년 3월 1일)는 대한민국의 의사 겸 대학 교수이자 사회운동가이다. 삼성그룹 창업주 이병철의 맏사위이며 2013년 8월 14일에는 모교 경북대 학생 23명에게 5745만원의 장학금을 전달하기도 하였다.

## 학력
- 1944년 대구고등보통학교 졸업
- 1950년 대구의과대학 M.D.
- 1957년 도쿄대학교 대학원 의학 석사
- 1960년 도쿄대학교 대학원 의학 박사

### 명예 박사 학위
- 경북대학교 경영학 명예박사

## 가족 관계
- 장인 : 이병철 (1910년 2월 12일 ~ 1987년 11월 19일)
- 장모 : 박두을 (1907년 11월 8일 ~ 2000년 1월 3일)
  - 처남 : 이맹희 (1931년 6월 20일 ~ 2015년 8월 14일)
  - 처남 : 이창희 (1933년 5월 24일 ~ 1991년 7월 19일)
  - 처남 : 이건희 (1942년 1월 9일 ~ 2020년 10월 25일)
  - 처제 : 이명희 (1943년 9월 5일 ~ )
  - 배우자 : 이인희 (1929년 12월 20일 ~ 2019년 1월 30일)
    - 장남 : 조동혁 (1949년 11월 22일 ~ )
    - 차남 : 조동만 (1951년 11월 17일 ~ )
    - 삼남 : 조동길 (1956년 11월 30일 ~ )
    - 장녀 : 조옥형 (1961년 ~ )
    - 차녀 : 조자형 (1969년 ~ )